# Maria Schnee (Unterschondorf)

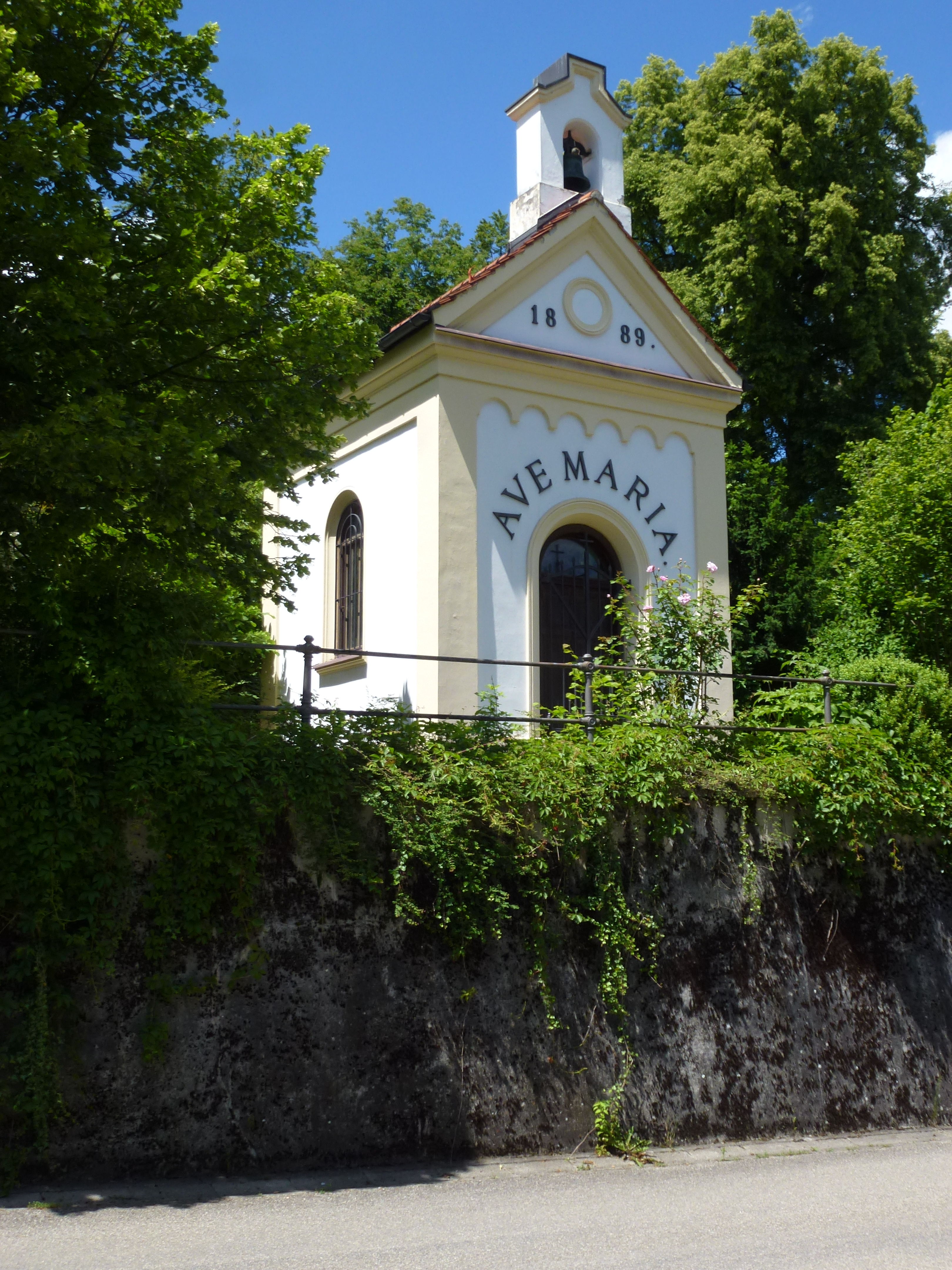
Kapelle Maria Schnee in Unterschondorf

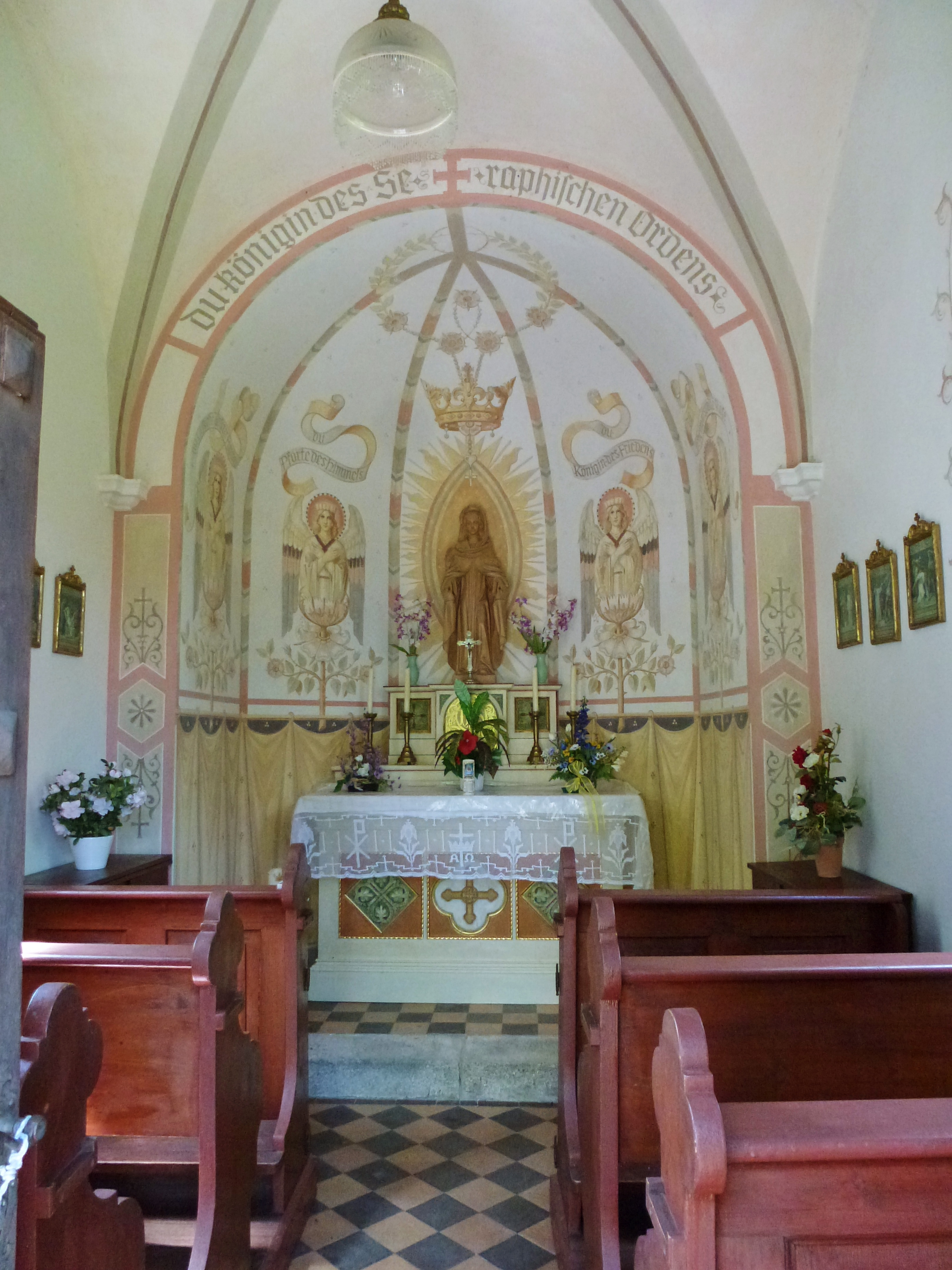
Innenansicht

Die katholische Kapelle Maria Schnee in Unterschondorf, einem Ortsteil der Gemeinde Schondorf am Ammersee im oberbayerischen Landkreis Landsberg am Lech, wurde 1889 errichtet. Die Kapelle an der Seestraße, auf einer Terrasse über dem Ammersee gelegen, ist ein geschütztes Baudenkmal.
Der kleine Satteldachbau wurde im damals neu entstehenden Villenviertel südlich des alten Dorfkerns errichtet. Die Eigentümerin der gegenüberliegenden Villa Karla Maria (Seestraße 19), Caroline Dreyer, ließ die Kapelle durch den Baumeister Johann Berchtold aus Erling ausführen. 1915 erbte der Dritte Orden der Franziskaner die Villa und die Kapelle.

## Architektur
Die einachsige Kapelle mit halbrunder Apsis und Dachreiter ist mit der Schauseite zum Ammersee hin ausgerichtet. Sie wird durch ein umlaufendes profiliertes Traufgesims und große Blendfelder gegliedert. Die Ostseite wird durch einen Rundbogenfries hervorgehoben.
Im Inneren ist der kleine Saal kreuzgratgewölbt. Die Apsis ist mit Engeln des seraphischen Rosenkranzes ausgemalt. Auf der Mensa des Altars steht eine holzgeschnitzte Madonna.
Zur bauzeitlichen Ausstattung gehören die Feldertür mit Eisenbeschlägen, die Bänke, der Kreuzweg, die Hängelampe und der Opferstock.